# جون ماكنزي (سياسي)
جون ماكنزي (بالإنجليزية: John McKenzie)‏ هو فلاح وسياسي نيوزلندي، ولد في 6 أكتوبر 1839 في المملكة المتحدة، وتوفي في 6 أغسطس 1901 بسبب سرطان المثانة. انتخب عضو مجلس النواب النيوزيلندي.